# Obraz Jezusa Miłosiernego

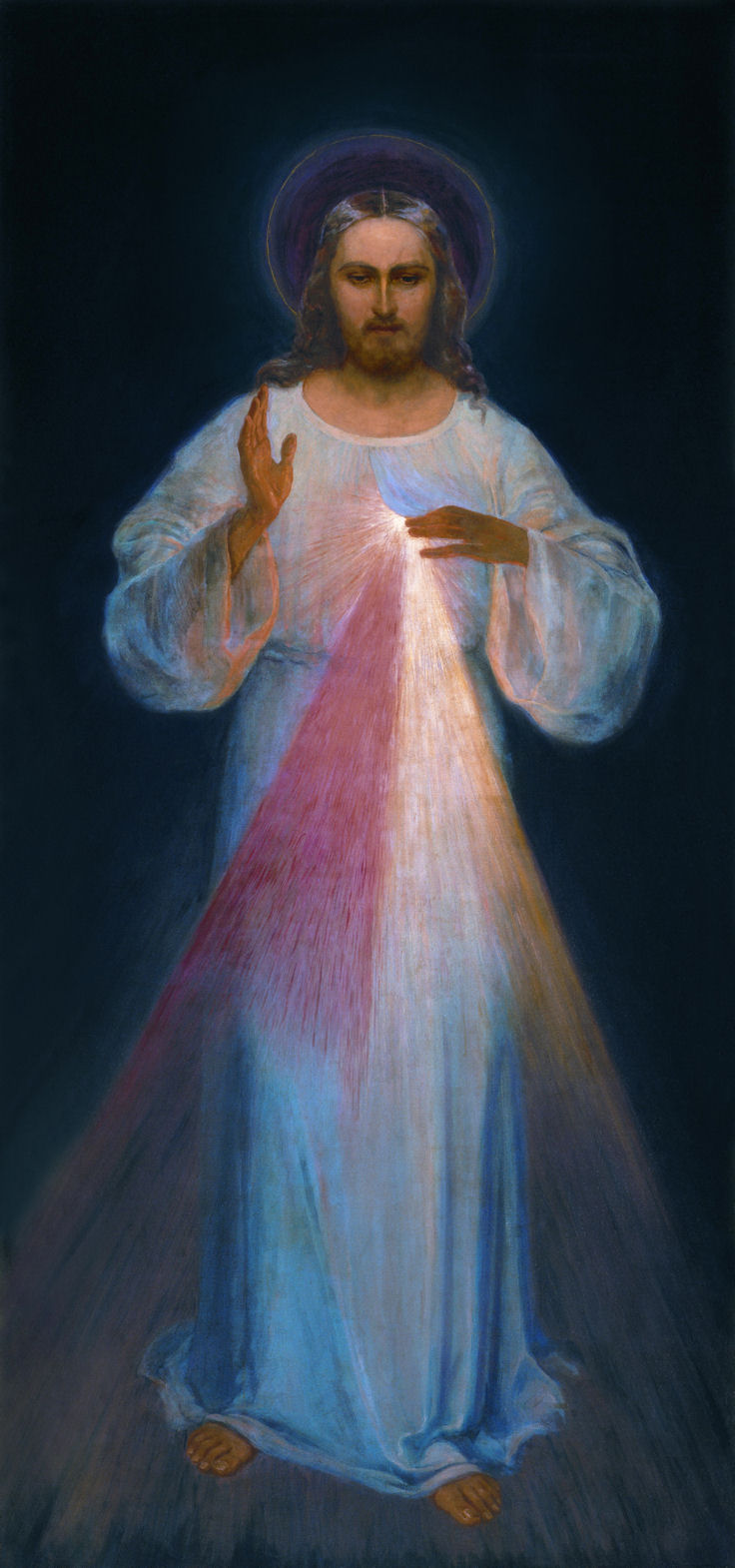
Eugeniusz Kazimirowski, Obraz Jezusa Miłosiernego, 1934

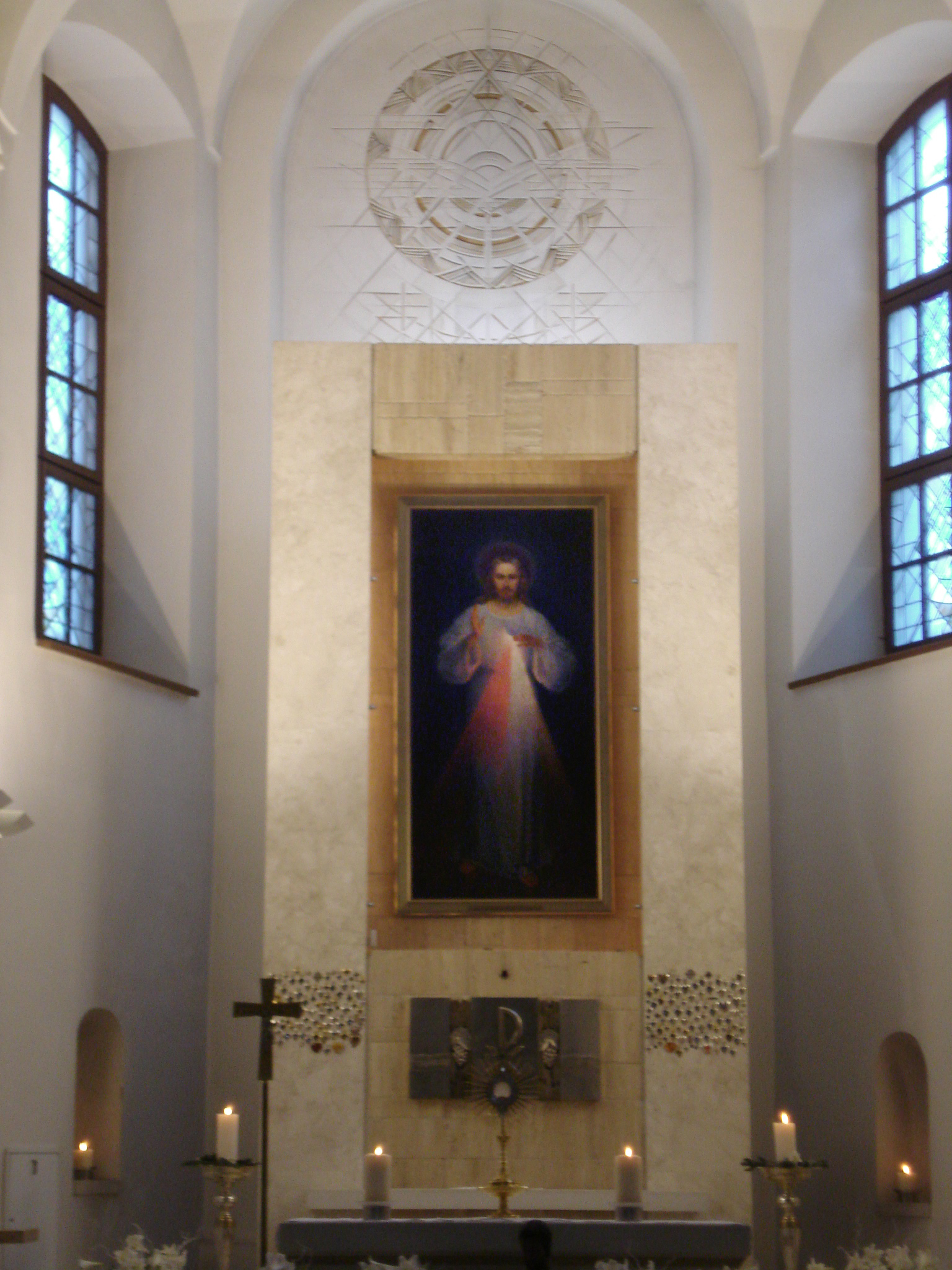
Wnętrze Sanktuarium Miłosierdzia Bożego w Wilnie

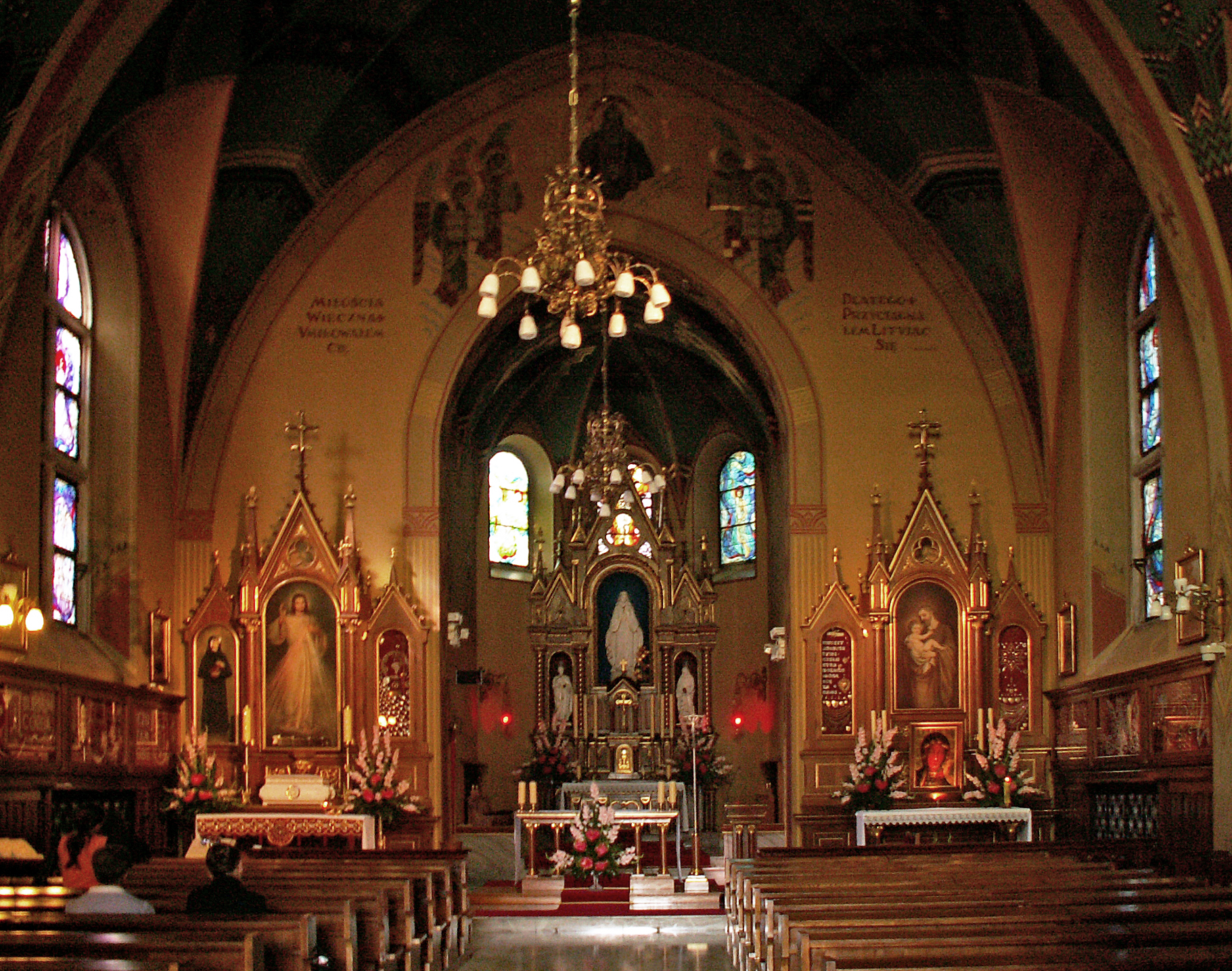
Kaplica św. Józefa w Sanktuarium Bożego Miłosierdzia w Krakowie-Łagiewnikach z obrazem Adolfa Hyły

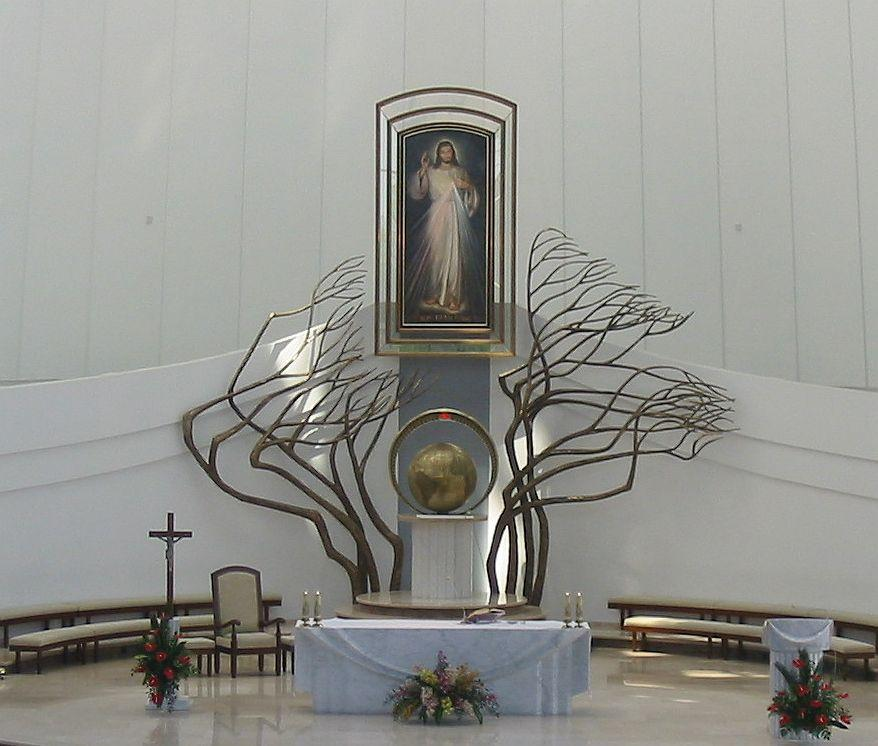
Ołtarz główny w Łagiewnikach

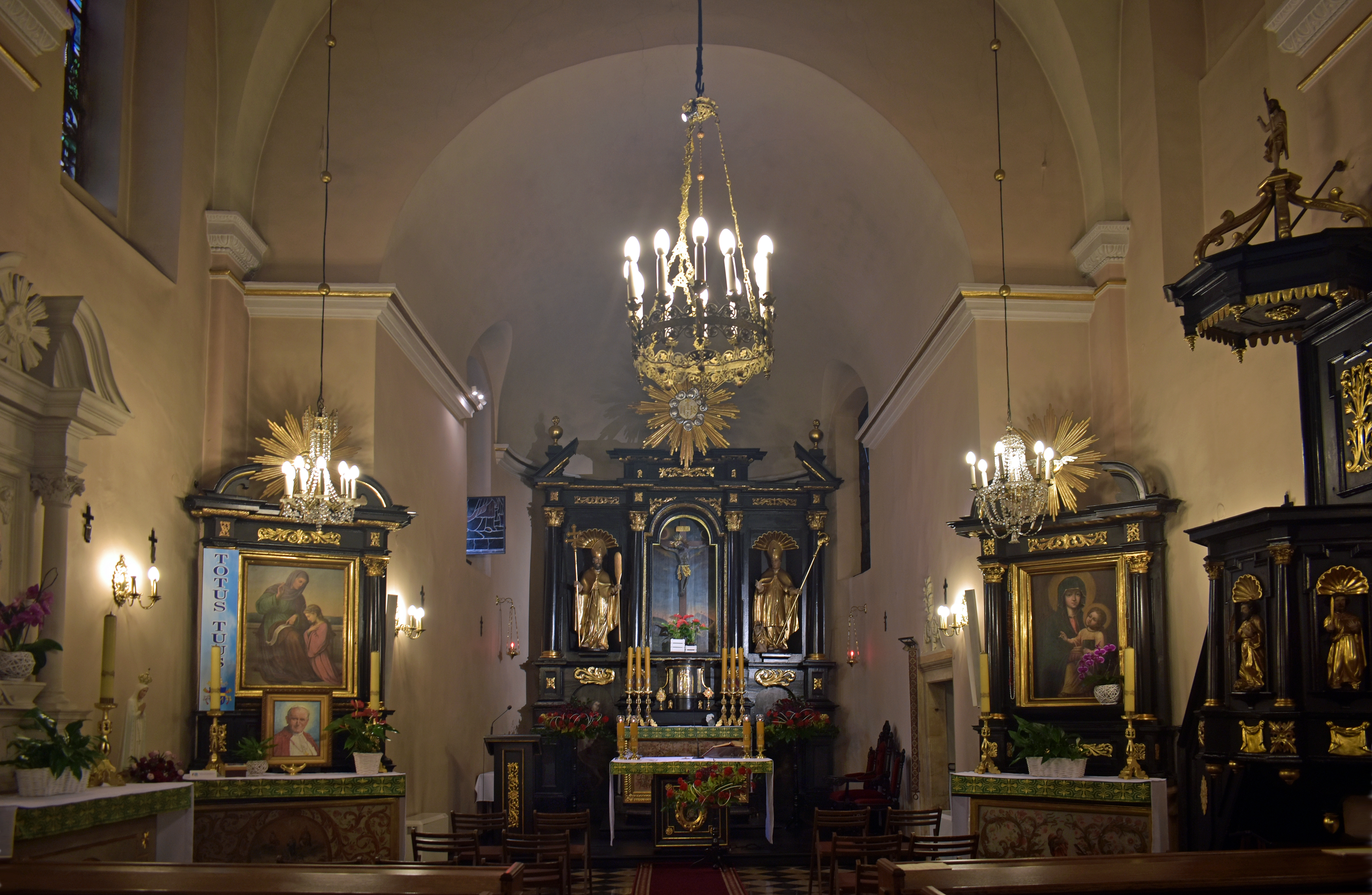
Wnętrze kościoła Bożego Miłosierdzia w Krakowie (Nowy Świat) mieszczące obraz Stanisława Batowskiego; lewa strona poza kadrem

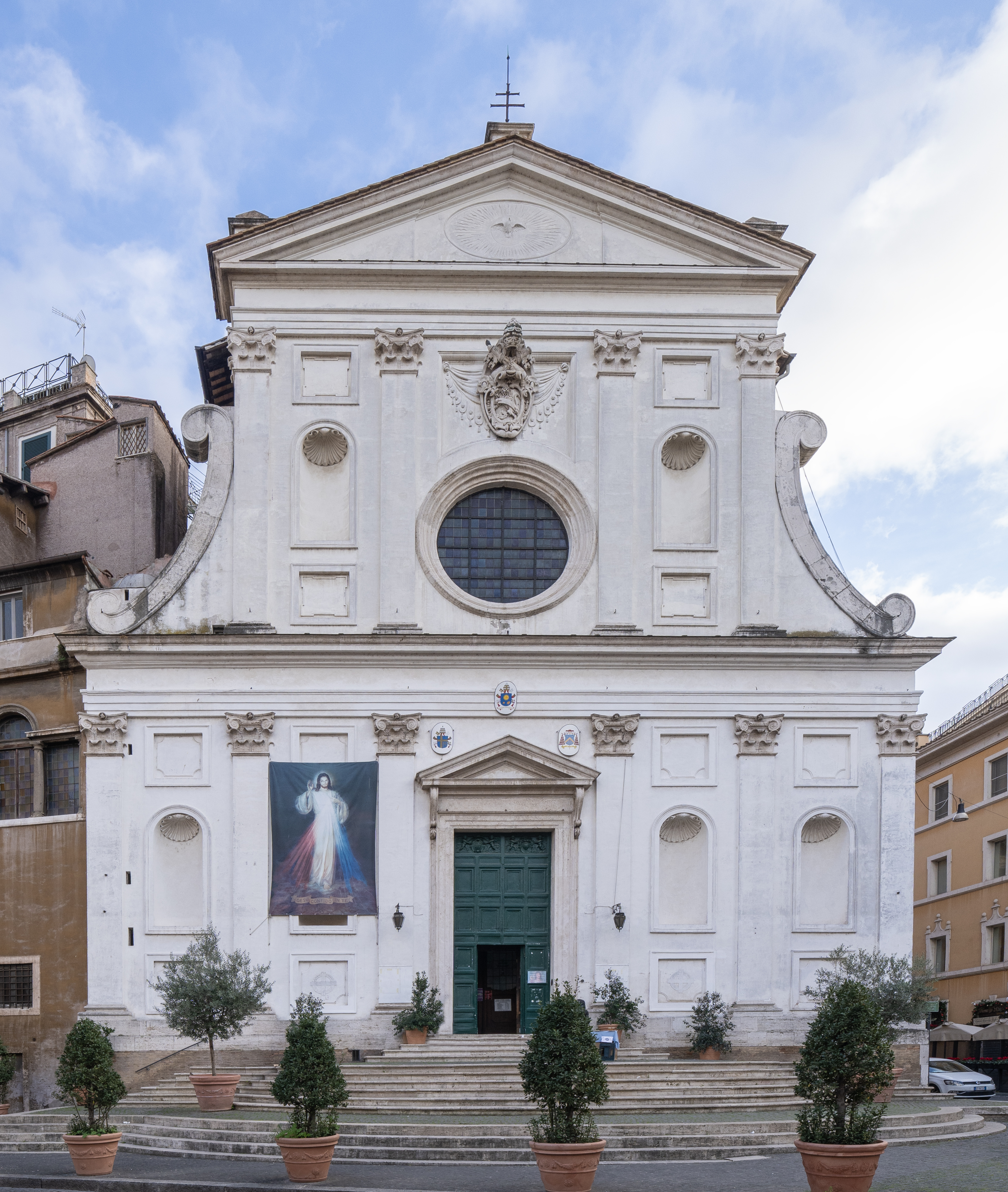
Kościół Ducha Świętego w Borgo (Rzym) – Centrum Duchowości Miłosierdzia Bożego

Obraz Jezusa Miłosiernego – wizerunek przedstawiający Chrystusa zmartwychwstałego, który udziela ludzkości łask wysłużonych na krzyżu. Występuje też pod nazwami Jezu ufam Tobie oraz Obraz Miłosierdzia Bożego. Pierwszy wizerunek namalował Eugeniusz Kazimirowski w 1934 na polecenie siostry Faustyny Kowalskiej – według wskazówek świętej Faustyny, najbardziej znaną wersją jest obraz Adolfa Hyły z 1944.

## Opis i symbolika
Na obrazie przedstawiony jest Jezus ubrany w białą szatę. Stojąc, unosi prawą rękę w geście błogosławieństwa, lewą ręką wskazuje na swoje serce, z którego wychodzą promienie: jasny blady i czerwony. Ten pierwszy symbolizuje wodę usprawiedliwiającą duszę, czerwony zaś to krew, która jest życiem dusz (obie miały wytrysnąć z przebitego na krzyżu boku Jezusa).

## Powstanie obrazu

### Pierwszy obraz
Pierwszy obraz został namalowany według projektu siostry Faustyny Kowalskiej i dzięki pomocy księdza Michała Sopoćki. Według Dzienniczka siostry Faustyny, Jezus objawił się jej 22 lutego 1931 roku w celi płockiego klasztoru w tej właśnie postaci, nakazał namalować obraz i obiecał, że dusza, która będzie czcić ten obraz, nie zginie. Obiecał też postępy na drodze ku chrześcijańskiej doskonałości, łaskę szczęśliwej śmierci oraz wszelkie inne łaski i doczesne dobrodziejstwa.
Pierwszą osobą, do której ks. Michał Sopoćko zwrócił się z propozycją namalowania obrazu według polecenia przekazanego jej przez Chrystusa podczas jednego z objawień - była s. Franciszka Wierzbicka. Siostra Wierzbicka nie podjęła się jednak tego zadania, ponieważ miała inną wizję błogosławiącego Chrystusa od tej, którą od s. Faustyny przekazywał jej  ks. Sopoćko. Autorem pierwszego obrazu został malarz Eugeniusz Kazimirowski, prace nad dziełem trwały od stycznia do czerwca 1934 roku. Po raz pierwszy został pokazany wiernym w 1935 w pierwszą niedzielę po Wielkanocy, czyli w dniu Święta Miłosierdzia Bożego w Ostrej Bramie w Wilnie, skąd wyszło w świat przesłanie Miłosierdzia Bożego. Obraz nie spodobał się Faustynie, gdyż nie odpowiadał pięknu jej wizji Jezusa. Jezus miał jej wówczas odpowiedzieć, że nie w piękności farby ani pędzla jest wielkość tego obrazu, ale w łasce mojej…. Na Białorusi zostały odnalezione pierwsze obrazy-szkice Jezusa Miłosiernego w jednym z kościołów w diecezji witebskiej, w parafii Wołkołata.
Obraz pędzla Kazimirowskiego, ocalony w czasach sowieckich przez  siostrę Cecylię Obuchowską ze Zgromadzenia Sióstr Matki Miłosierdzia, znajduje się w Sanktuarium Miłosierdzia Bożego (dawnym kościele Świętej Trójcy) w Wilnie. W 2005 roku, po przenosinach obrazu z wileńskiego kościoła pw. Świętego Ducha do wyżej wymienionego sanktuarium, obraz pozbawiony został napisu „Jezu ufam Tobie”. W międzyczasie miał miejsce konflikt między wileńskimi Polakami, którzy chcieli pozostawienia obrazu w kościele Św. Ducha, a biskupem, który podjął inną decyzję; Polacy odwołali się bezpośrednio do Papieża, który jednak ich nie poparł. Napis ten, umieszczony na osobnym blejtramie, powstał i oprawiony został razem z obrazem po jego konserwacji w 2003. Miał na celu przede wszystkim zasłonięcie półkolistej wnęki w ołtarzu w kościele Św. Ducha, która była większa od obrazu. Po przenosinach do kościoła Świętej Trójcy, pod obrazem, na ozdobnej ramie wkrótce pojawiła się – tak jak za życia siostry Faustyny – mosiężna, grawerowana tabliczka z napisem „Jezu, ufam Tobie” w języku polskim.

### Obraz Hyły
Najbardziej znaną wersję wykonał w 1944 Adolf Hyła dla Sanktuarium Bożego Miłosierdzia w krakowskich Łagiewnikach. Jego kopie opatrzone słowami „Jezu ufam Tobie” w wielu różnorodnych językach są szeroko rozpowszechnione na całym świecie. Pierwszy obraz Jezusa Miłosiernego pędzla tego malarza powstał w 1943 roku.

### Drugi pierwowzór
W roku 1954 bp Franciszek Barda zaproponował ogłoszenie konkursu na nowy wizerunek Jezusa Miłosiernego. Spośród zgłoszonych do konkursu prac Artystyczna Komisja Arcybiskupia w Krakowie wybrała wizerunek autorstwa prof. Ludomira Sleńdzińskiego, namalowany według wskazówek ks. Sopoćki. Tak powstał drugi obraz Jezusa Miłosiernego wg notatek siostry Faustyny Kowalskiej. Obraz przedstawia Zbawiciela wchodzącego przez zamknięte drzwi do Wieczernika. Jego prawa ręka błogosławi patrzącego, a lewa ręka uchyla szatę w okolicy niewidocznego serca, skąd wychodzą dwa promienie – blady i czerwony.
5 października 1954 r. Główna Komisja Episkopatu zatwierdziła wizerunek namalowany przez Sleńdzińskiego do publicznego kultu w Polsce.
W roku 1960 obraz został podarowany ks. Zbigniewowi Kraszewskiemu, który umieścił go w kościele seminaryjnym Seminarium Metropolitalnego w Warszawie, gdzie dzieło pozostało do roku 1971. Ze względu na akty wandalizmu wobec innego wizerunku Miłosierdzia, bp Kraszewski zabrał obraz do parafii Bożego Ciała w stolicy, do gabinetu biskupiego na plebanii. W roku 1989 rekolekcje prowadził tam o. Zdzisław Pałubicki, który przez następne lata zabiegał o przekazanie mu wizerunku.
24 czerwca 1993 roku, w uroczystość Narodzenia św. Jana Chrzciciela, bp Kraszewski przywiózł obraz do kościoła pw. Nawiedzenia NMP w Kaliszu i przekazał wizerunek jezuitom na ręce o. Mieczysława Beresińskiego, ówczesnego przełożonego domu zakonnego.
Jeden z oryginałów obrazu Ludomira Śledzińskiego „Jezu, ufam Tobie”, który miał otrzymać Ojciec Święty, znajduje się w sokólskim kościele pw. św. Antoniego.

### Inne warianty
Obraz do kaplicy Zgromadzenia Sióstr Matki Bożej Miłosierdzia w Warszawie namalował lwowski artysta Stanisław Batowski. Wersja ta spłonęła podczas powstania warszawskiego. Po tym wydarzeniu Przełożona Generalna zleciła autorowi namalowanie kolejnego obrazu do domu klasztornego w Łagiewnikach. W tym czasie swoją wersję namalował Adolf Hyła i ta została umieszczona w późniejszym sanktuarium. Obraz Batowskiego umieszczono w Krakowie w kościele Miłosierdzia Bożego na Nowym Świecie.
Inny popularny obraz został stworzony w 1982 roku przez amerykańskiego artystę Roberta Skempa, ilustratora obrazów i plakatów pop-fiction z czasów wyżu demograficznego. Wersja Skempy, oparta na oryginale i pracach Hyły, przedstawia Jezusa z jasną aureolą na głowie stojącego w drzwiach. Zamówiona przez Księży Marianów (Marian Fathers) w latach 70. wersja Skempy, podobnie jak Hyły, jest popularna na Filipinach.

## Kult Miłosierdzia Bożego
Od 1937 roku, wraz z szerzeniem się kultu Miłosierdzia Bożego, obraz zaczął być stopniowo kopiowany oraz wydawany w formie obrazków opatrzonych Koronką do Miłosierdzia Bożego. Do roku 1951 w Polsce istniało około 130 ośrodków kultu Miłosierdzia Bożego. Jednak 6 marca 1959 Stolica Apostolska bez wnikliwszej analizy sprawy i oryginalnych dokumentów, wydała notyfikację zabraniającą szerzenia kultu, rezultatem czego było usunięcie z wielu kościołów obrazów Jezusa Miłosiernego. Pomimo to arcybiskup Eugeniusz Baziak polecił pozostawienie obrazu na miejscu w krakowskich Łagiewnikach. Po rozmowie z kardynałem sekretarzem Kongregacji Ottavianim, w 1965 roku abp Karol Wojtyła rozpoczął w Krakowie proces informacyjny dotyczący życia i cnót siostry Faustyny oraz przygaszonego kultu Miłosierdzia Bożego. Dzięki temu 31 stycznia 1968 proces beatyfikacyjny siostry Faustyny został formalnie otwarty w Watykanie, a 15 kwietnia 1978 Stolica Apostolska unieważniła notyfikację z 1959 roku.
W obietnice Jezusa związane z obrazem wierzy wielu katolików, dla których nie jest tylko przedstawieniem Miłosierdzia Bożego, ale znakiem przypominającym o obowiązku chrześcijańskiej ufności względem Boga i czynnej miłości w stosunku do bliźnich:
...żądam czci dla mojego miłosierdzia przez obchodzenie uroczyście tego święta i przez cześć tego obrazu, który jest namalowany. Przez obraz ten udzielę wiele łask duszom, on ma przypominać żądania mojego miłosierdzia, bo nawet wiara najsilniejsza, nic nie pomoże bez uczynków. (Dzienniczek 742) [...] Obiecuję, że dusza, która czcić będzie ten obraz, nie zginie. Obiecuję także, już tu na ziemi, zwycięstwo nad nieprzyjaciółmi, a szczególnie w godzinę śmierci. Ja sam bronić ją będę jako swej chwały. (Dzienniczek 48)